# Lipni graben, Pišnica
Lipni graben je hudourniški gorski potok, ki črpa vode iz zahodnih ostenij gore Špik (2472 m) oziroma Lipnica (2418 m) nad dolino Krnica v Julijskih Alpah. Kot desni pritok se pridruži potoku Velika Pišnica, ki se nato pri umetnem jezeru Jasna v Kranjski gori združi s potokom Mala Pišnica. Od tod tečeta pod skupnim imenom Pišnica, ki se po dobrem kilometru toka kot desni pritok izliva v Savo Dolinko.